# Rue Rollin
La rue Rollin est une voie située dans le quartier Saint-Victor du 5e arrondissement de Paris.

## Situation et accès
La rue Rollin est une voie quasiment rectiligne et bombée de presque 200 mètres qui débute rue Monge et finit rue du Cardinal-Lemoine. Elle présente la particularité d'être entièrement pavée avec une rigole centrale ainsi que de posséder, sur tout son tracé, des bornes en pierre anti-stationnement.
Du côté de la rue Monge, elle traverse une minuscule placette appelée, depuis 2005, place Benjamin-Fondane, avant de rejoindre son extrémité orientale par un escalier placé perpendiculairement à son orientation ; cet escalier lui permet de descendre ainsi au niveau de la rue Monge qu'elle atteint après une dizaine de mètres.
La rue Rollin est desservie à proximité par la ligne 7 à la station Place Monge.

## Origine du nom
Cette rue rend hommage à l'écrivain et recteur de l'université Charles Rollin (1661-1741) qui y vécut au no 30 (no 8 actuel ) pendant cinquante ans jusqu'à sa mort.

## Historique

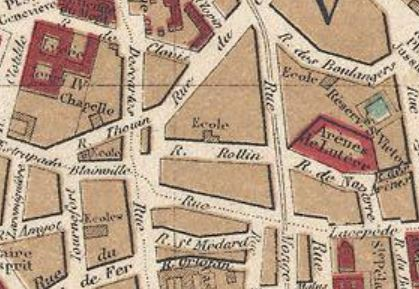
Rue Rollin - plan de Paris Hachette 1894

Cette ancienne rue de Paris a porté de très nombreux noms au cours des siècles : créé comme « chemin du Moulin à Vent », elle devient « rue du Puits-de-Fer » (vers 1539), puis « rue des Morfondus » (sur le plan de Corrozet de 1532), « rue Tiron », rue « Neuve-Saint-Étienne » (sur le plan d'Albert Jouvin de Rochefort de 1672), « rue Neuve-Saint-Étienne-Saint-Marcel » (sur le plan de La Tynna de 1816).
Il est cité sous le nom de « rue des Morfonduz » dans un manuscrit de 1636.
En 1867, elle prend son appellation actuelle. En 1877, son tronçon situé au-delà de la rue Monge est débaptisé et devient la « rue de Navarre ».

## Bâtiments remarquables et lieux de mémoire
- La rue accueille une fontaine en applique murale d'un modèle particulier au pied de l'escalier.

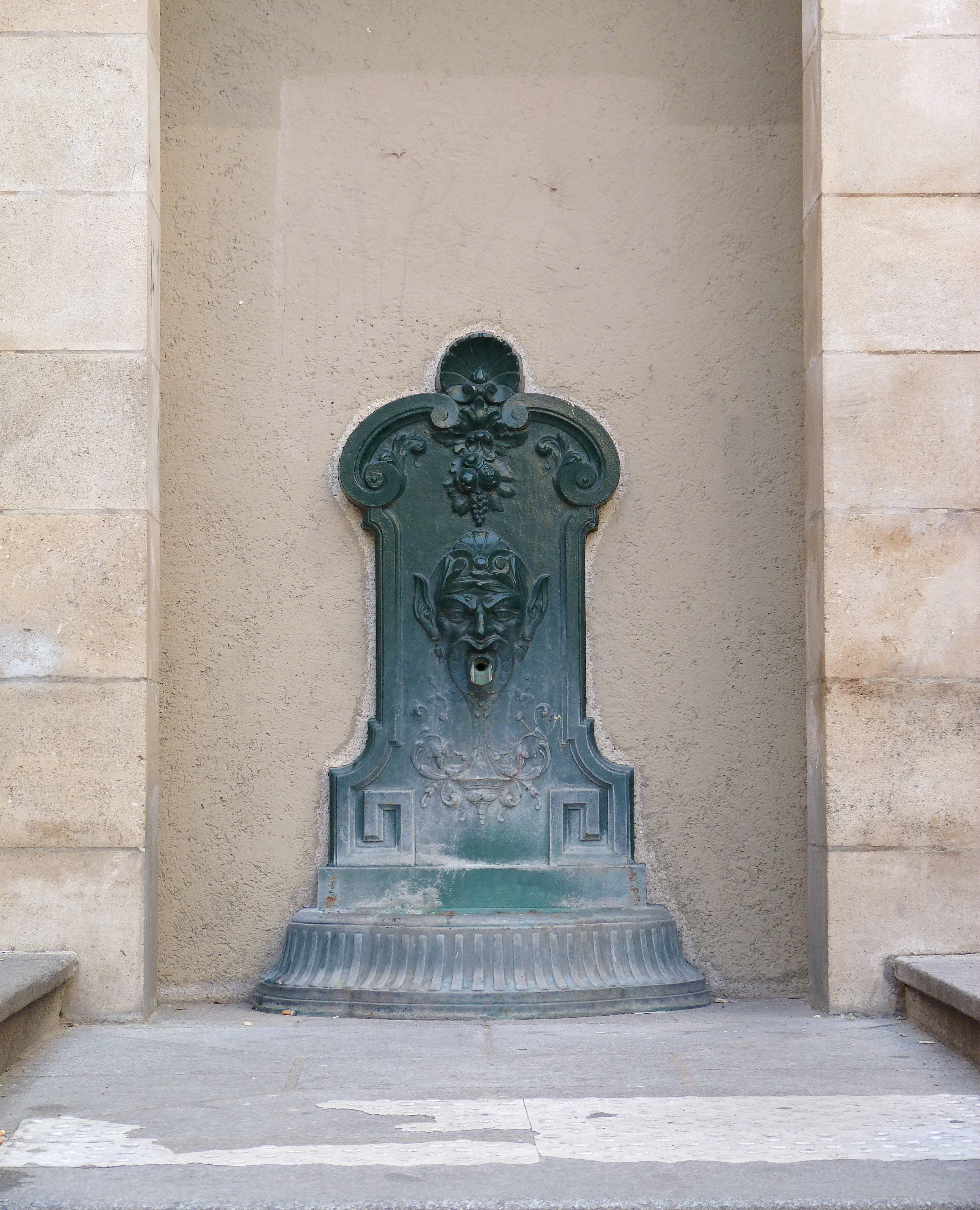
Fontaine.
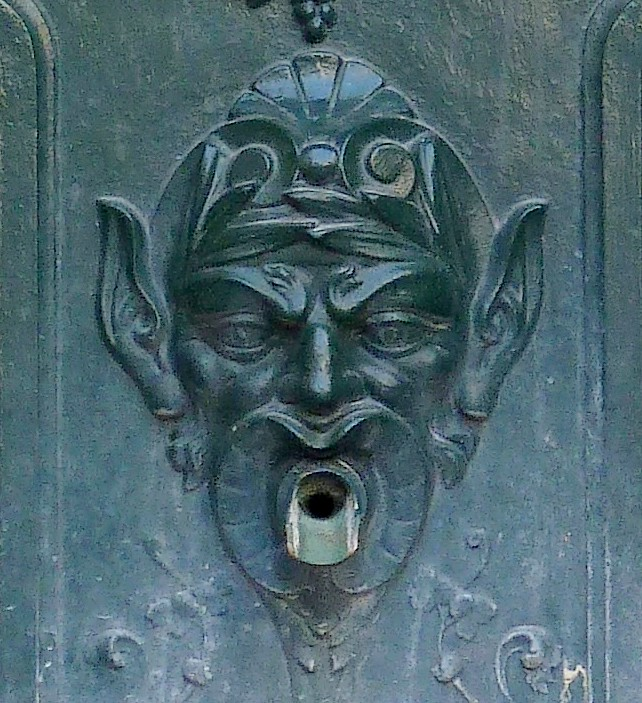
Mascaron.

- La rue est en impasse, barrée par un haut escalier double de trente-quatre marches pour accéder à la rue Monge. L'espace rectangulaire, précédant en haut l'escalier, est nommé « place Benjamin-Fondane » en mémoire du poète et philosophe Benjamin Fondane qui vécut au no 6 de la rue[3].

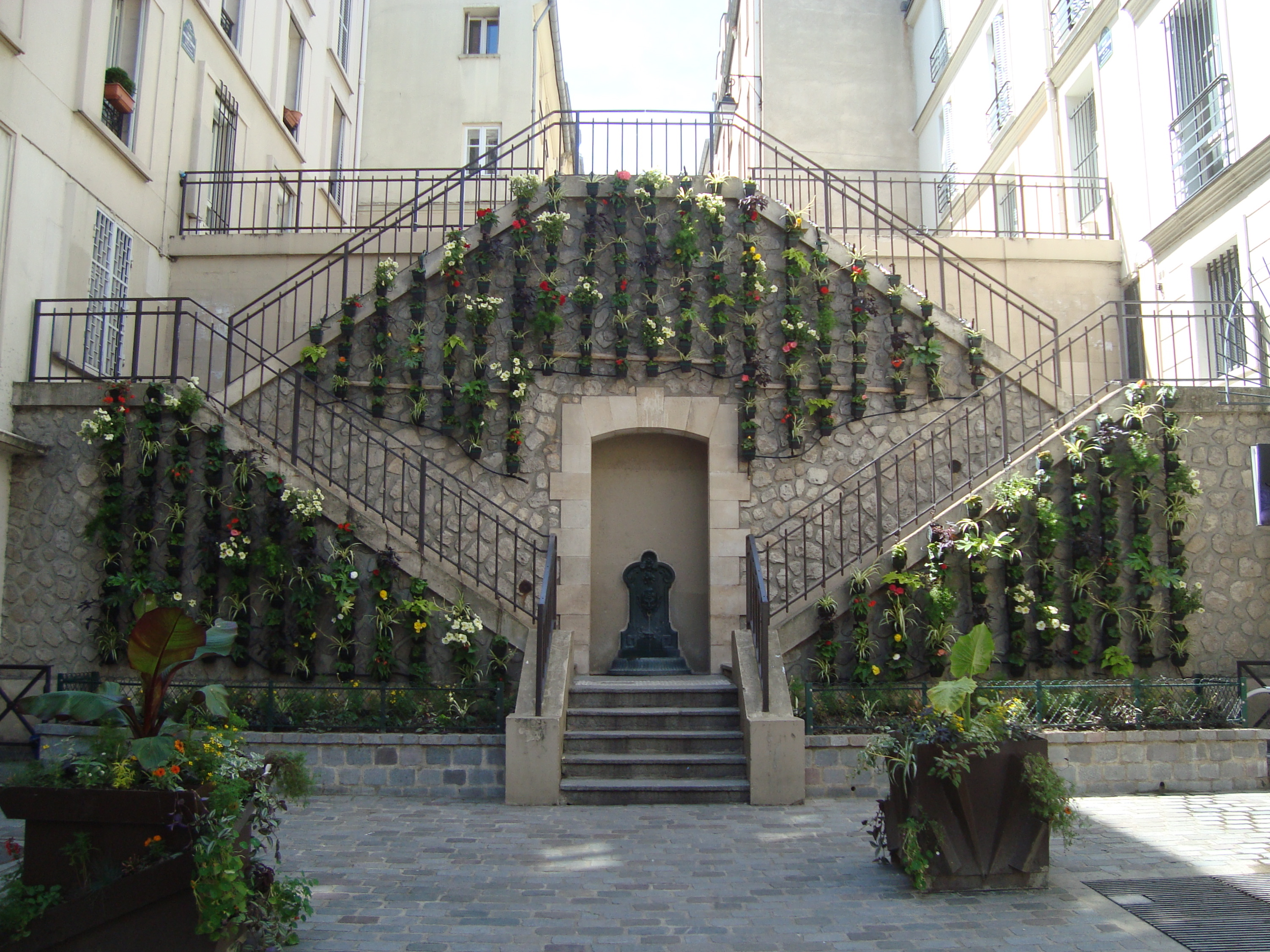
L'escalier fleuri de la rue et sa fontaine murale.
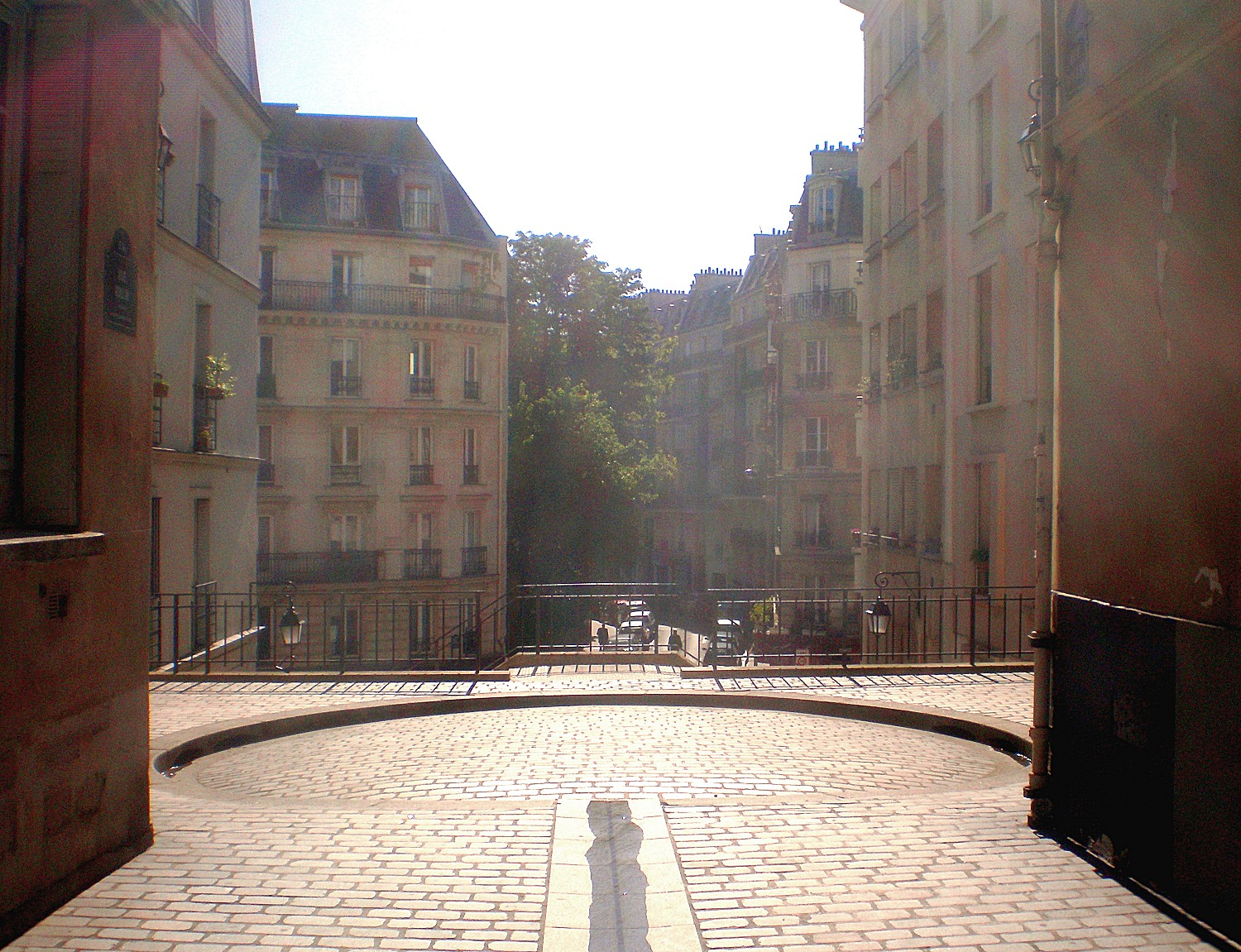
La place Benjamin-Fondane constitue l'extrémité de la rue.
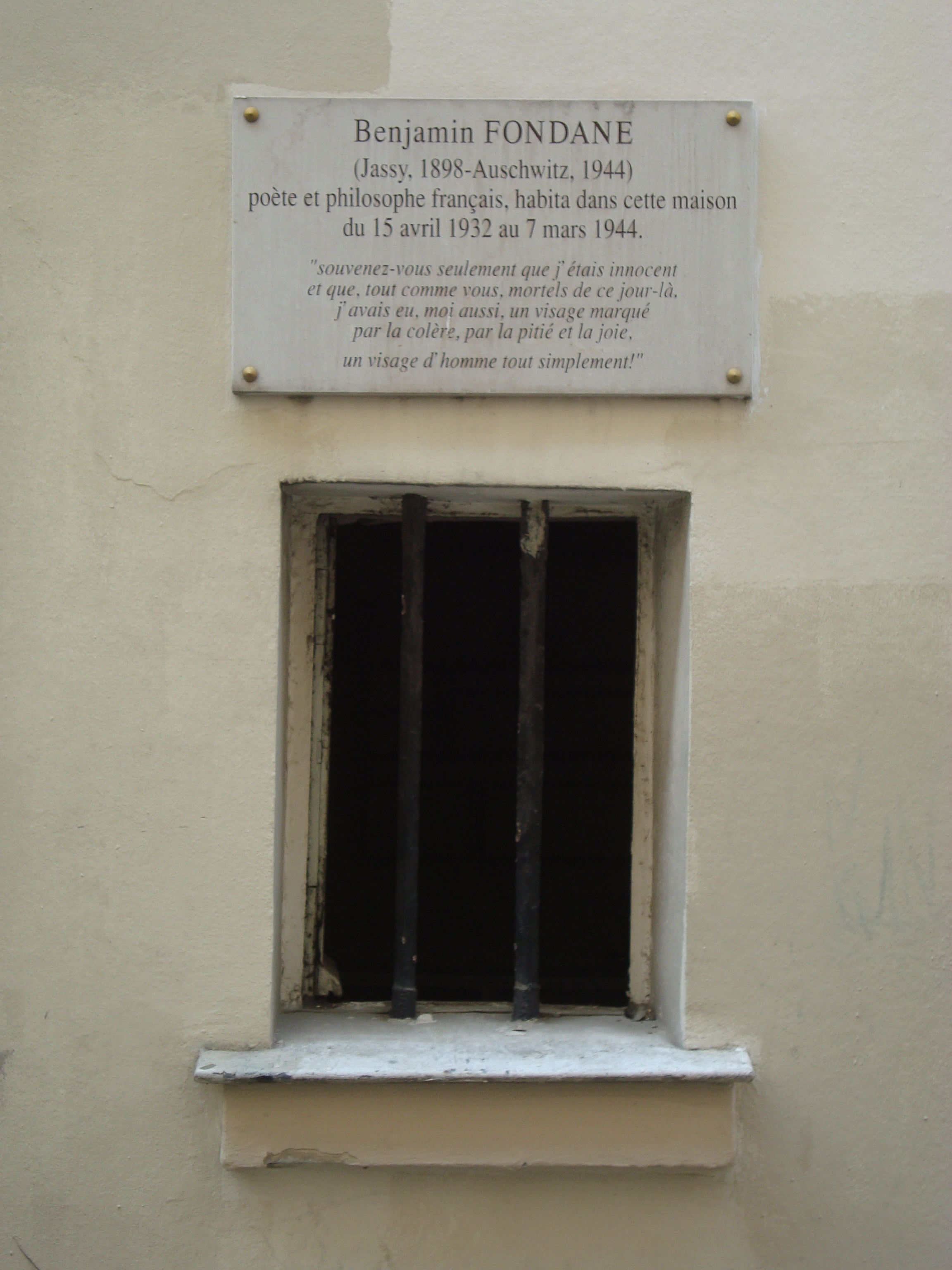
Plaque à la mémoire de Benjamin Fondane.

- Blaise Pascal vécut au no 2 où il est mort.
- Bernardin de Saint-Pierre a vécu au no 4, de 1781 à 1786, dans la « maison des Morfondus »[4].
- Le peintre Eric Schmid vécut au no 5[5].
- Le poète Benjamin Fondane vécut au no 6 à partir de 1932,  il y fut arrêté avec sa sœur Lise le 7 mars 1944 et déporté à Auschwitz où il fut plus tard gazé. Une plaque y rappelle sa mémoire.
- René Descartes y vécut vieux au no 14[3].

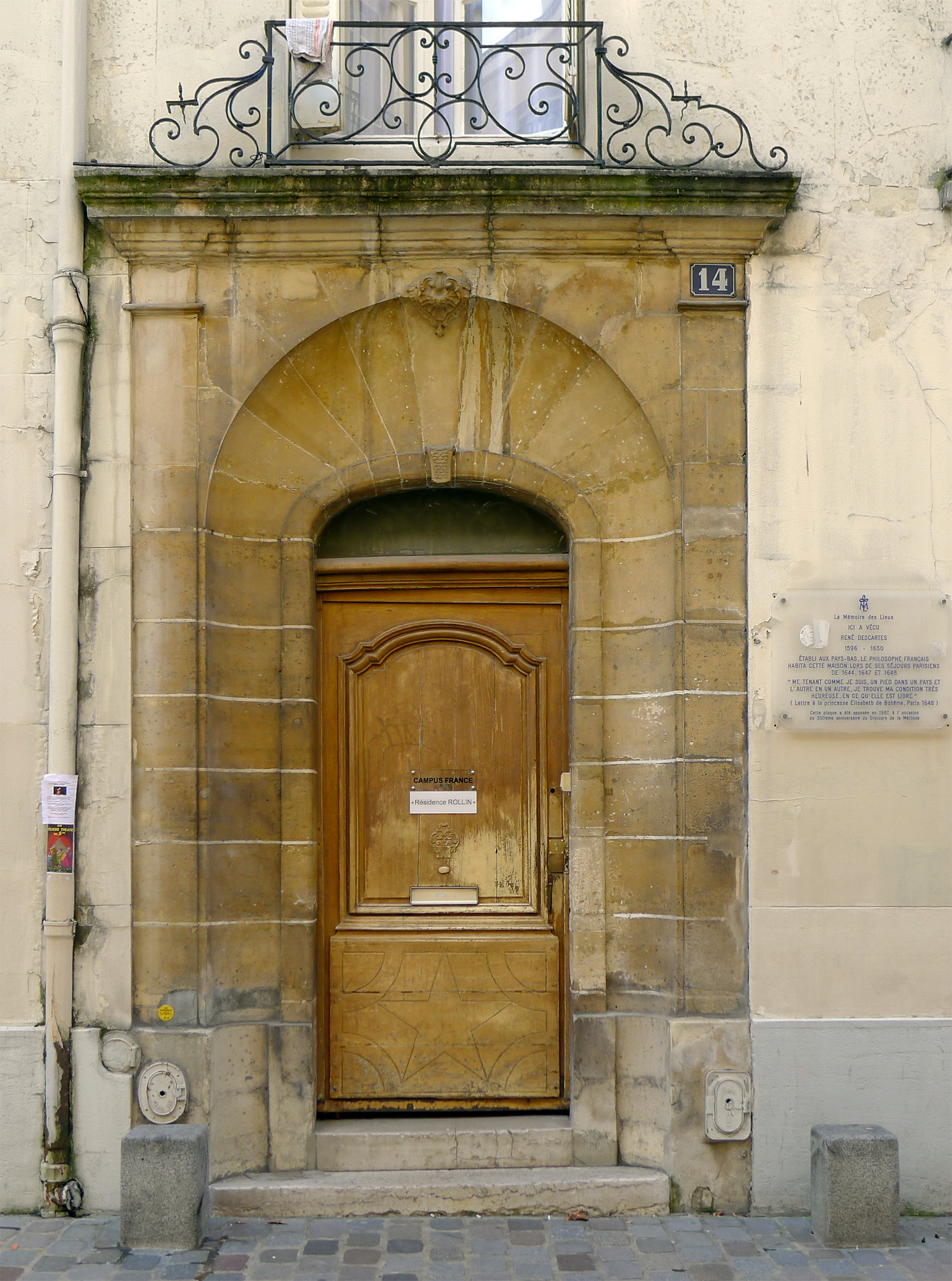
La maison de Descartes au no 14.
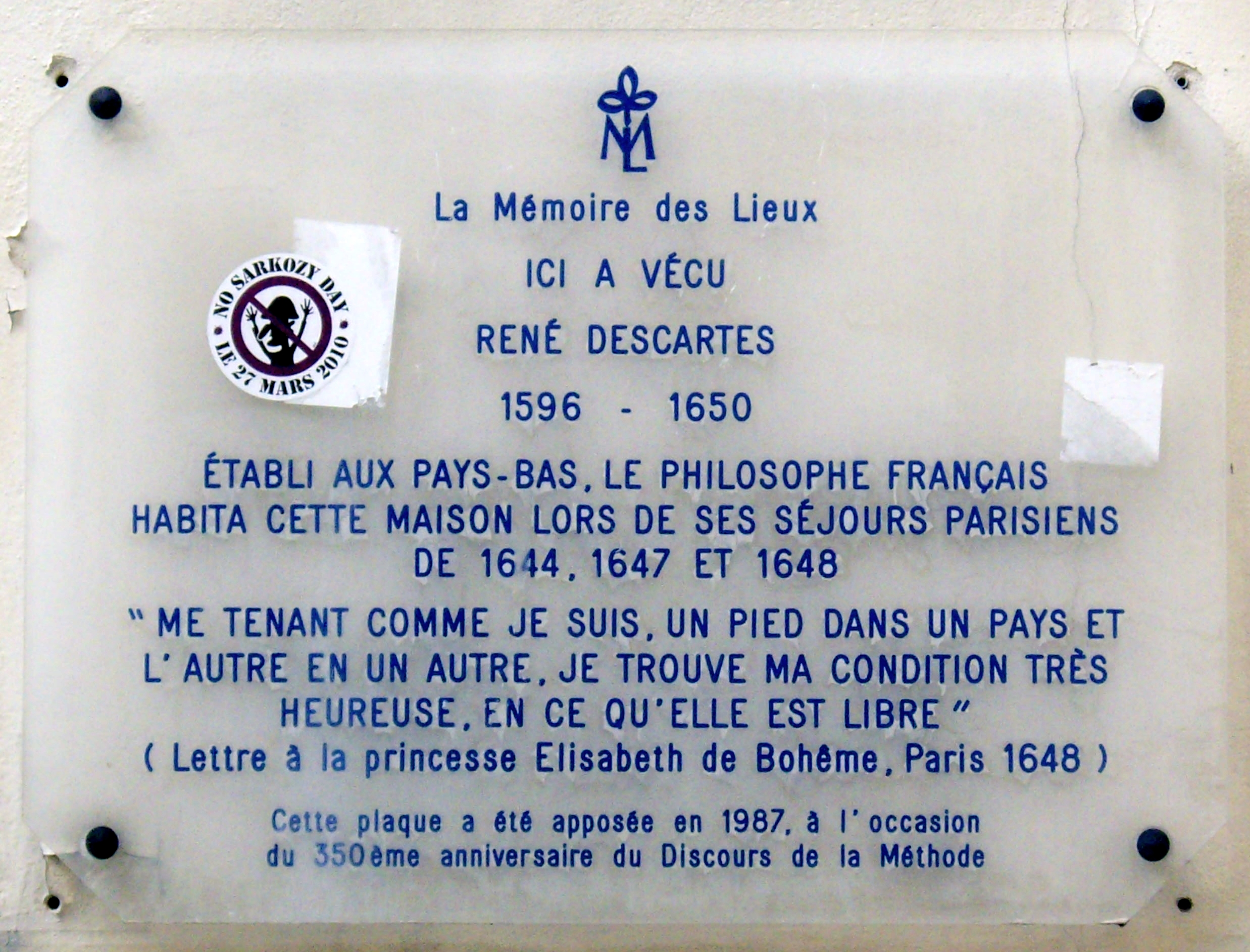
Plaque commémorative.

- Maison avec une tourelle d'angle au no 23.

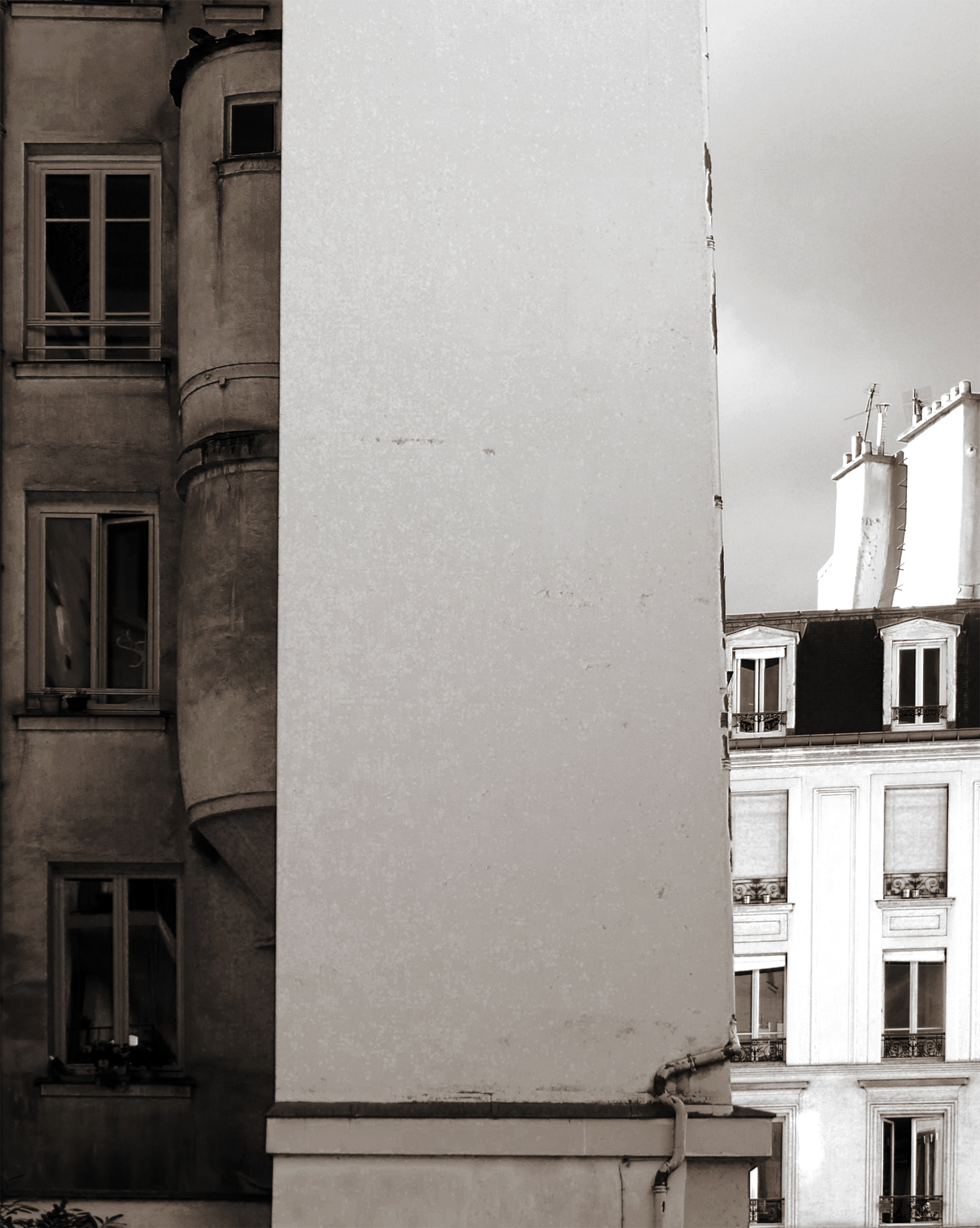
Tourelle intérieure au no 23.

- Les peintres Sébastien-Joseph Misbach et Constant Mongé-Misbach vécurent au no 34 et y moururent respectivement en 1853 et 1871[6].
- Charles Rollin vécut cinquante ans au no 30[réf. nécessaire].
- Armand de Quatrefages vécut au no 35[7] [réf. nécessaire].
- De 1926 à 1989 s'y trouvaient des locaux de l'École nationale supérieure Louis-Lumière avant son transfert à Noisy-le-Grand.
- Assassinat d'Henri Curiel : le 4 mai 1978, un commando de deux hommes s'introduit dans la cour de l'immeuble dans lequel il réside rue Rollin à Paris. Henri Curiel est abattu au pied de son ascenseur[8].